# Tara Kirk
Tara Kirk (Bremerton, 12 luglio 1982) è una nuotatrice statunitense.
Specializzata nella rana ha vinto una medaglia d'argento nella staffetta 4x100 m misti alle Olimpiadi di Atene 2004.

## Palmarès
- Olimpiadi

Atene 2004: argento nella 4x100m misti.
- Mondiali

Barcellona 2003: argento nella 4x100m misti.
Montreal 2005: argento nella 4x100m misti e bronzo nei 100m rana.
Melbourne 2007: argento nei 100m rana e nella 4x100m misti e bronzo nei 50m rana.
- Mondiali in vasca corta

Atene 2000: bronzo nei 50m rana
Indianapolis 2004: argento nella 4x100m misti, bronzo nei 50m rana e nei 100m rana.
Shanghai 2006: oro nei 100m rana, argento nei 200m rana e nella 4x100m misti.
- Giochi PanPacifici

Yokohama 2002: argento nei 100m rana.
Victoria 2006: oro nei 100m rana.
- Universiadi

Pechino 2001: oro nei 50m rana.